# Elswick mounting

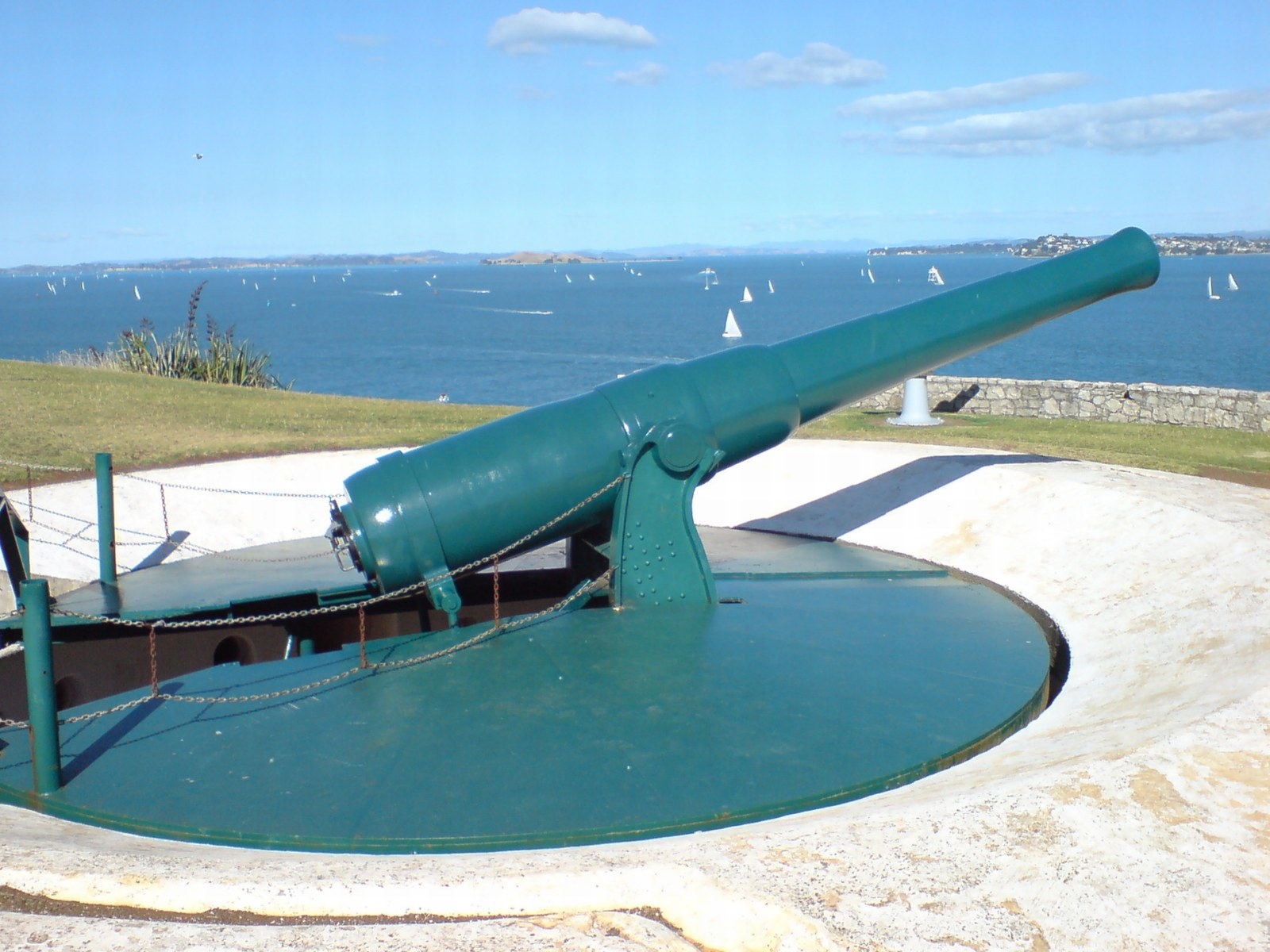
Geschütz in Feuerstellung

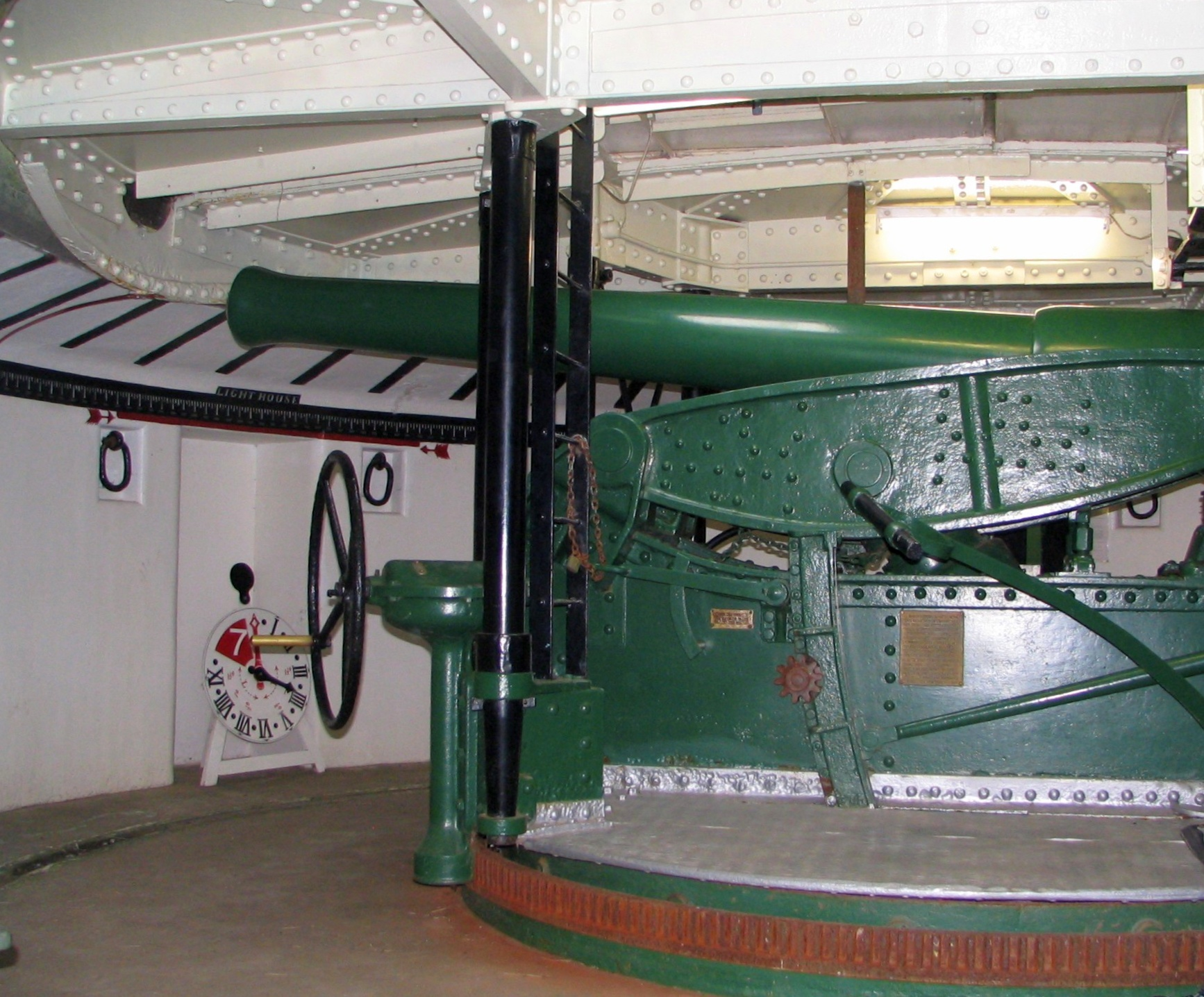
Geschütz in Ladestellung

Bei der Elswick mounting genannten Lafettierung handelt es sich um eine Ausführung der auch als Verschwindlafette bekannten Gelenklafette, die in der zweiten Hälfte des 19. Jahrhunderts für stationäre Geschütze der Festungs- und Küstenartillerie zum Einsatz kam. Die Lafettierung wurde von der Elswick Ordnance Company, einer Tochtergesellschaft von Armstrong, entwickelt und hergestellt.
Seit der Mitte des 19. Jahrhunderts hatte sich die Artillerie weiterentwickelt. Die Rohre der Geschütze wurden mit Zügen versehen. Dadurch konnten Reichweite und Zielgenauigkeit gesteigert werden. Gleichzeitig wurde das Verschießen von Granaten möglich, was die Wirkung im Ziel steigerte. Da Hinterladerkanonen noch nicht serienreif waren, wurden diese Geschütze zu einem großen Teil aus den vorhandenen Vorderladerkanonen umgebaut. Als entscheidender Nachteil erwies sich jedoch das Laden der Kanone von vorn, wozu die Besatzung vor das Geschütz treten musste.
Konstruktionsbedingt ragte die Kanone weit über die Brüstung auf. Der Einsatz von Brustwehren mit Schießscharten war kaum möglich, da dadurch der Seitenrichtbereich der Kanone stark eingeschränkt wurde. Geschütz und Bedienung waren damit dem feindlichen Feuer weitgehend ungeschützt ausgesetzt.
Diesen Nachteil suchte man dadurch zu beseitigen, dass die Kanone zum Nachladen in eine geschützte Stellung verfahren wurde. Dazu kam eine Gelenklafette zur Anwendung. Die Oberlafette wurde um ca. 90 Grad nach hinten geschwenkt. Das Geschütz fuhr dabei durch eine Aussparung in der Panzerung nach unten und kam schließlich unter dieser zum Liegen. In dieser Stellung konnte die Kanone unter Panzerschutz von vorn geladen werden. Die gesamte Lafette konnte dabei noch seitlich geschwenkt werden. Während des Zurückfahrens in die Ladeposition wurde Luft in einem Kolben zusammengepresst. Diese trieb wiederum eine Hydraulik an, die die Kanone nach dem Laden in die Feuerstellung verfuhr.
Vorteil war der erreichte Schutz von Kanone und Bedienung. Die Oberlafette konnte weiterhin leichter ausgeführt werden, da sie nicht den vollständigen Rückstoß des Rohres aufnehmen musste. Die Geschütze der damaligen Zeit besaßen noch keine Einrichtungen für den Rohrrücklauf, die erste Kanone mit Rohrrücklauf wurde erst 1897 bei der französischen Armee eingeführt. Die Kraft des Rückstoßes wirkte direkt auf die Lafette. Durch die beim Schuss auftretende Rückstoßkraft lief die Kanone meist einige Meter zurück, so dass sie wieder nach vorne in Stellung gebracht und neu gerichtet werden musste. Dies setzte die Feuergeschwindigkeit erheblich herab und erlaubte Schießen nur aus ebenen Geschützpositionen, die den Rücklauf gestatteten. Für den Einsatz in festen Feuerstellungen war dies nicht akzeptabel.
Nachteilig war, neben dem komplizierten Aufbau und den daraus resultierenden Kosten für Herstellung und Unterhalt, vor allem die konstruktionsbedingt geringe Feuergeschwindigkeit der Vorderlader. Die Kadenz betrug auch mit einer gut eingespielten Bedienung nicht mehr als drei Schuss je Minute. Im Jahre 1890 durch die New Zealand Division der Royal Navy durchgeführte Beschussversuche zeigten weiterhin, dass die Wahrscheinlichkeit eines direkten Treffers auf die Geschützstellung sehr gering war. Der Aufwand stand in keinem Verhältnis zum Nutzen. Die Vorderladerkanonen waren durch die Einführung von Hinterladern überholt, bei denen gepanzerte Schilde einen Schutz der Bedienungen gewährten. Die Royal Navy verzichtete ab 1912 auf die weitere Anschaffung von „Elswick mountings“.

Elswick mounting, Skizze
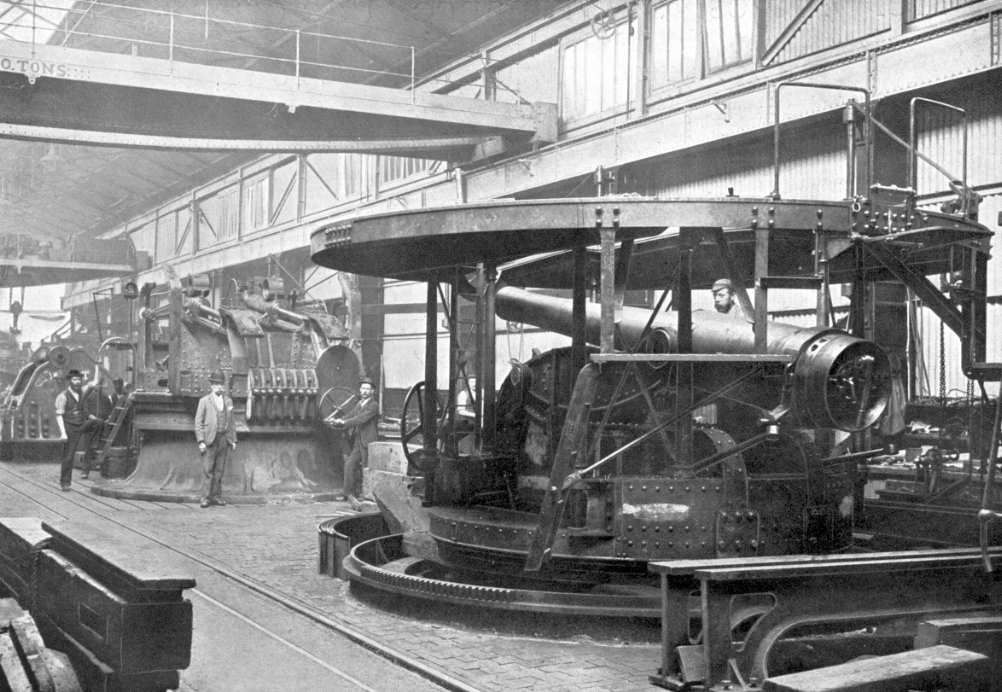
Fertigung
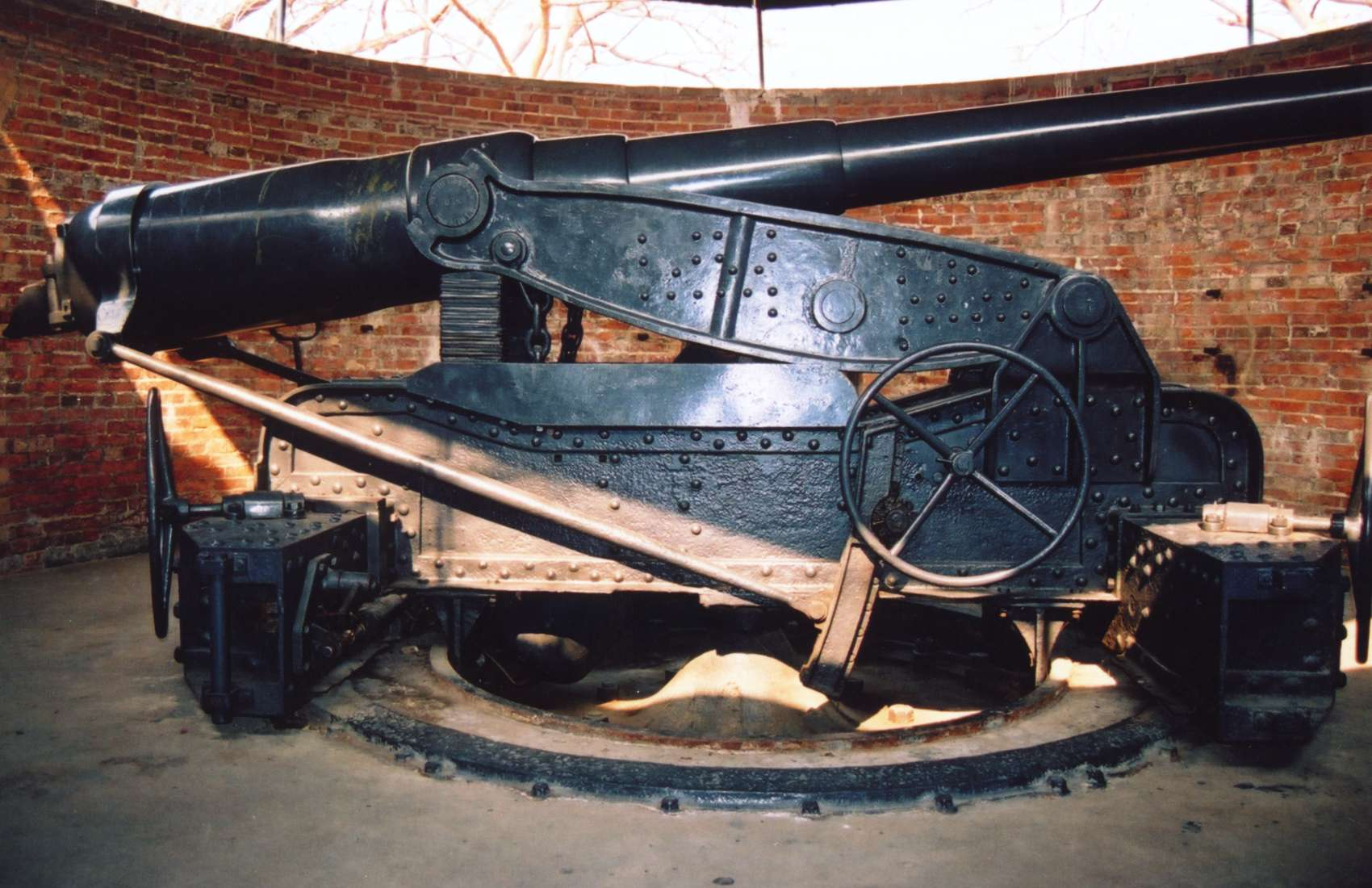
Ansicht der Gelenklafette
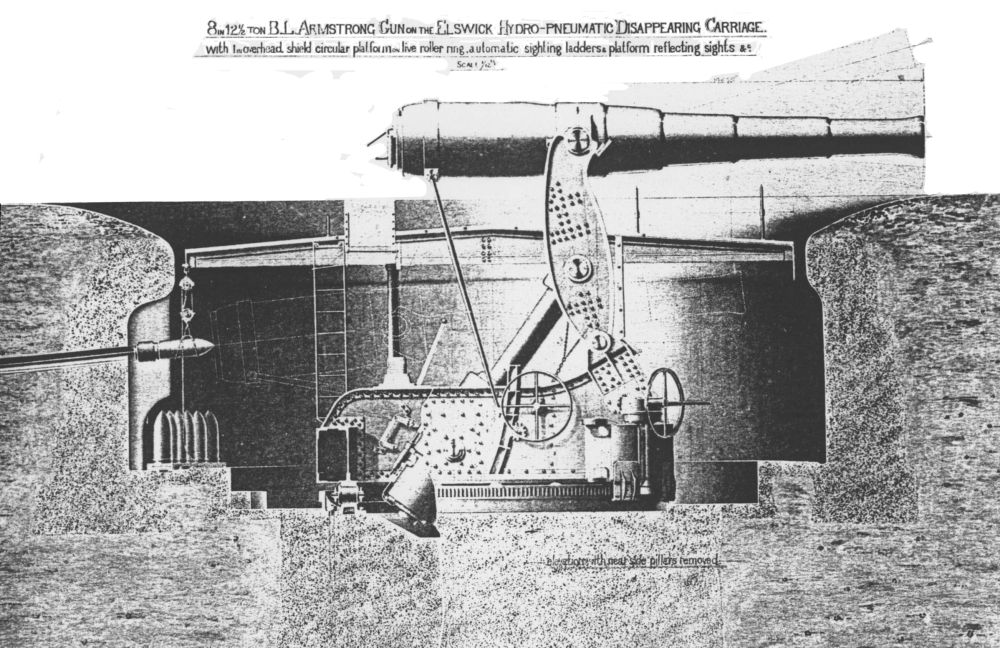
Hinterlader auf Elswick mounting